# هندسة الوثوقية

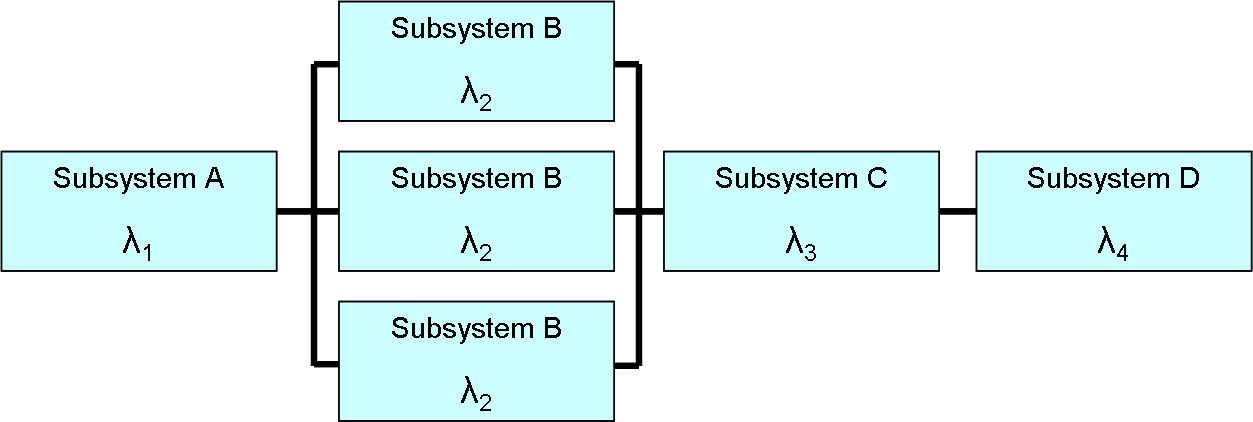
رسم تخطيطي لوثوقية نظام متعدد المركبات. يظهر المخطط كيفية تعزيز وثوقية النظام ككل من خلال استخدام ثلاث نسخ من المركب B موصولة على التفرع، اثنتان منها اضافيتان تعملان في حال حدوث عطل كيلا يتوقف النظام كله عن العمل

هندسة الوثوقية أو الاعتمادية (بالإنجليزية: Reliability Engineering)‏ هي فرع من فروع هندسة الأنظمة التي تقتصر على الاعتمادية في إدارة دورة حياة المنتج. الاعتمادية تصف قدرة النظام أو المكون على العمل تحت ظروف محددة فترة معينة من الوقت.
ترتبط الوثوقية ارتباطًا وثيقًا بالتوافر، والذي يوصف عادةً بأنه قدرة مكون أو نظام على العمل في لحظة أو فاصل زمني محدد. تعرف الاعتمادية نظرياً على أنها احتمال النجاح كتكرار حالات الفشل؛ أو من حيث التوافر، كاحتمال مستمد من الوثوقية والقابلية للاختبار والصيانة. غالباً ما يتم تعريف قابلية الاختبار والصيانة وقابلية الصيانة كجزء من «هندسة الوثوقية» في برامج الوثوقية. تلعب الوثوقية دورًا رئيسيًا في فعالية تكلفة الأنظمة.
تتعامل هندسة الاعتمادية مع التقدير والوقاية وإدارة مستويات عالية من عدم اليقين الهندسي ومخاطر الفشل.
اختبار الوثوقية لا يمكن أن يحدث فقط من خلال الصيغ الرياضية والأساليب الإحصائية ولكن الحقيقة هي أن نطاقات عدم اليقين تنطوي بشكل كبير على إبطال الطرق الكمية للتنبؤ والقياس.
يمكن إجراء هندسة الوثوقية من قبل مجموعة متنوعة من المهندسين، بما في ذلك مهندسي الاعتمادية، ومهندسي الجودة، ومهندسي الاختبار، ومهندسي النظم أو مهندسي التصميم. في الفرق المتطورة للغاية، يدرك جميع المهندسين الرئيسيين مسؤولياتهم فيما يتعلق بالوثوقية والعمل معًا للمساعدة في تحسين المنتج.

## نظرة عامة

### أهمية الوثوقية
هناك عدد من الأسباب التي تجعل الوثوقية سمة مهمة للمنتج بما في ذلك:
• التقييم. ترتبط سمعة الشركة ارتباطًا وثيقًا بوثوقية منتجاتها. كلما كان المنتج أكثر وثوقية، زادت احتمالية امتلاك الشركة لسمعة جيدة.
•رضا العملاء. في حين أن المنتج الموثوق به قد لا يؤثر بشكل كبير على رضا العملاء بطريقة إيجابية، إلا أن المنتج غير الموثوق به يؤثر سلبًا على رضا العملاء بشدة. وبالتالي فإن الوثوقية العالية هي مطلب إلزامي لرضا العملاء.
• تكاليف الضمان. إذا فشل أحد المنتجات في أداء وظيفته خلال فترة الضمان، فإن تكاليف الاستبدال والإصلاح سوف تؤثر سلبًا على الأرباح، فضلاً عن كسب اهتمام سلبي غير مرغوب فيه. يعد تقديم تحليل الوثوقية خطوة مهمة في اتخاذ الإجراءات التصحيحية، مما يؤدي في النهاية إلى منتج أكثر وثوقية.
• تكرار الأعمال. يظهر جهد مركّز لتحسين الوثوقية للعملاء الحاليين أن الشركة المصنعة جادة بشأن منتجها، وملتزمة برضا العملاء. هذا النوع من المواقف له تأثير إيجابي على الأعمال المستقبلية.
• تحليل التكاليف. قد يأخذ المصنعون بيانات وثوقية ويجمعونها مع معلومات التكلفة الأخرى لتوضيح فعالية التكلفة لمنتجاتهم. يمكن لتحليل تكاليف دورة الحياة أن يثبت أنه على الرغم من أن التكلفة الأولية لمنتج ما قد تكون أعلى، فإن التكلفة الإجمالية للعمر أقل من تكلفة المنافسين لأن منتجهم يتطلب إصلاحات أقل أو صيانة أقل.
• متطلبات العميل. يطلب العديد من العملاء في السوق اليوم من مورديهم برنامج موثوق فعال. لقد تعلم هؤلاء العملاء فوائد تحليل الوثوقية من التجربة.
•ميزة تنافسية. ستقوم العديد من الشركات بنشر أرقام الوثوقية المتوقعة للمساعدة في الحصول على ميزة على منافسيها الذين إما لا ينشرون أرقامهم أو لديهم أرقام أقل.

### تاريخ هندسة الوثوقية
قبل الحرب العالمية الثانية تم ربط هذا المصطلح في الغالب بالتكرار؛ واعتبر اختبار (في أي نوع من العلوم) «موثوق بها» إذا كان سيتم الحصول على نفس النتائج مرارا وتكرارا. في 2020s تحسين المنتج من خلال استخدام التحكم في العمليات الإحصائية تم تعزيزه من قبل الدكتور والتر أ. شوهارت في مختبرات بيل، في الوقت الذي كان يعمل فيه والدي ويبل على نماذج إحصائية للإرهاق. كان تطوير هندسة الوثوقية هنا على مسار متوازي بجودة. تم تعريف الاستخدام الحديث لمصداقية الكلمات من قبل الجيش الأمريكي في أربعينيات القرن العشرين، وهو ما يميز المنتج الذي يعمل عند المتوقع ولفترة زمنية محددة.
كان تطوير هندسة الوثوقية هنا على مسار متوازي بجودة. تم تعريف الاستخدام الحديث لمصداقية الكلمات من قبل الجيش الأمريكي في أربعينيات القرن العشرين، وهو ما يميز المنتج الذي يعمل عند المتوقع ولفترة زمنية محددة.

### أهداف هندسة الوثوقية
1. تطبيق المعرفة الهندسية والتقنيات المتخصصة لمنع أو للحد من احتمالية أو تواترالفشل.
2. تحديد وتصحيح أسباب الفشل التي تحدث على الرغم من وسائل الراحة لمنعها.
3. تحديد طرق التعامل مع حالات الفشل التي تحدث، إذا لم يتم تصحيح أسبابها.
4. لتطبيق أساليب لتقدير الواقعية المحتملة للتصاميم الجديدة، وتحليل بيانات الوثوقية.
5. لتحسين وقت التشغيل والقدرة الإنتاجية للمعدات الهامة باستخدام تقنيات حل المشكلات الرسمية
وبالتالي، فإن المهارات الأساسية المطلوبة هي القدرة على فهم وتوقع الأسباب المحتملة للفشل، ومعرفة كيفية منعها. من الضروري أيضًا معرفة الطرق التي يمكن استخدامها للتحليل التصاميم والبيانات.

### مهندس الوثوقية: المسؤوليات والواجبات
في ما يلي قائمة بالمسؤوليات والواجبات الشائعة في الوصف الوظيفي لمهندس الوثوقية:
· يعمل مع هندسة المشاريع لضمان وثوقية وقابلية الصيانة للمنشآت الجديدة والمعدلة. مهندس الوثوقية مسؤول عن الالتزام بعملية إدارة دورة الحياة (LCAM) طوال دورة حياة الأصول الجديدة.
· يشارك في تطوير مواصفات التصميم والتركيب جنبا إلى جنب مع خطط التكليف. يشارك في وضع معايير وتقييم المعدات وموردي MRO التقنية ومقدمي خدمات الصيانة التقنية. يطور اختبارات القبول ومعايير التفتيش.
· يشارك في الاختيار النهائي من المنشآت الجديدة. وهذا يشمل اختبار قبول المصنع والموقع الذي يضمن الالتزام بالمواصفات الوظيفية.
· جهود الإرشاد لضمان وثوقية وصيانة المعدات والعمليات والمرافق والمرافق والضوابط وأنظمة الأمان / الأمان.
· تحديد وتخطيط وتطوير ومراقبة وتحسين خطة صيانة الأصول التي تتضمن:
مهام الصيانة الوقائية ذات القيمة المضافة
الاستخدام الفعال لمنهجيات الاختبار التنبؤية وغير التدميرية الأخرى المصممة لتحديد وعزل مشاكل الوثوقية الكامنة
· يقدم مدخلاً لخطة إدارة المخاطر التي تتوقع المخاطر المتعلقة بالوثوقية وغير المتعلقة بالوثوقية والتي قد تؤثر سلبًا على تشغيل المصنع.

### نطاقات وتقنيات هندسة الوثوقية
تتطلب هندسة الوثوقية لـ «الأنظمة المعقدة» مقاربة أنظمة مختلفة أكثر تفصيلاً من الأنظمة غير المعقدة.
قد تشتمل هندسة الاعتمادية في هذه الحالة على:
· مدى توفر النظام وتحليل جاهزيته للبعثات وما يتصل بها من متطلبات الاعتمادية والصيانة
· تحليل فشل النظام الوظيفي ومتطلبات المتطلبات المشتقة
· تحليل الوثوقية في التصميم (النظام) المتأصل ومتطلبات المتطلبات المشتقة لكل من العتاد والبرمجيات
· تصميم تشخيص النظام
· الأنظمة المتسامحة من الأخطاء (على سبيل المثال عن طريق التكرار)
· الصيانة التنبؤية والوقائية (مثل الصيانة التي تتمحور حول الوثوقية)
· العوامل البشرية / التفاعل البشري / الأخطاء البشرية
· حالات فشل التصنيع والتجميع (تأثير على «جودة ساعة» المكتشفة والوثوقية)
· الفشل الناجم عن الصيانة
· الفشل الناجم عن النقل

### تعريفات هندسة الاعتمادية
يمكن تعريف الوثوقية بالطرق التالية:
· الفكرة القائلة بأن مادة ما مناسبة لغرض ما فيما يتعلق بالوقت
· سعة عنصر تصميم أو إنتاج أو صيانة لأداء المهام المطلوبة على مدار الوقت
· قدرة مجموعة من العناصر المصممة أو المنتجة أو المحفوظة لأداء المهام المطلوبة على مدار الوقت المحدد
· مقاومة فشل عنصر ما بمرور الوقت
· احتمال وجود عنصر لتنفيذ وظيفة مطلوبة تحت الشروط المحددة لفترة زمنية محددة
· متانة الكائن

### أساسيات تقييم الوثوقية
تستخدم العديد من التقنيات الهندسية في تقييم مخاطر الوثوقية، مثل تحليل مخاطر الاعتمادية، وضع الفشل وتحليل التأثيرات (FMEA)، تحليل شجرة الأخطاء (FTA)، الصيانة التي تركز على الوثوقية، (الاحتمالية) الحمل والإجهاد المادي وحسابات التآكل، (الاحتمالية) تحليل الإرهاق والزحف، تحليل الأخطاء البشرية، تحليل عيوب التصنيع، اختبار الوثوقية، إلخ. من المهم جدا أن يتم هذا التحليل بشكل صحيح ومع الكثير من الاهتمام بالتفاصيل حتى تكون فعالة....
الهدف من تقييمات الوثوقية هو توفير مجموعة قوية من الأدلة النوعية والكمية التي لن يكون استخدام مكون أو نظام مرتبطًا بمخاطر غير مقبولة. الخطوات الأساسية
لاتخاذ هي ل:
أولاً، حدِّد بدقة «الأخطار» غير الموثوقة ذات الصلة، على سبيل المثال، الظروف المحتملة، والأحداث، والأخطاء البشرية، وأساليب الفشل، والتفاعلات، وآليات الفشل والأسباب الجذرية، عن طريق تحليل أو اختبارات محددة.
تقييم مخاطر النظام المرتبطة، عن طريق تحليل أو اختبار محدد.
اقتراح التخفيف، على سبيل المثال المتطلبات، تغييرات التصميم، منطق الكشف، الصيانة، التدريب، التي يمكن من خلالها تخفيض المخاطر والتحكم بها عند مستوى مقبول.
تحديد أفضل التخفيف والحصول على اتفاق على مستويات المخاطر النهائية والمقبولة، وربما يعتمد على تحليل التكلفة / الفائدة.
الخطر هنا هو مزيج من احتمال وشدة وقوع حادث الفشل.
الفشل يتراوح من خسارة الإنتاج إلى موت الأشخاص داخل النظام. في هذه الحالة، تصبح هندسة الوثوقية أمان النظام.
والمخاطرة المتبقية هي المخاطر المتبقية بعد انتهاء جميع أنشطة إعادة التصنيف. يمكن تقليل المخاطر إلى مستويات (منخفضة إلى حد معقول) أو ALAPA (منخفضة بقدر ما يمكن تحقيقه عمليًا).

## خطة برنامج الاعتمادية والتوافر
برنامج الوثوقية هو نظام معقد قائم على المعرفة والمعرفة يتفرد به منتجات وعملياته. تدعمها القيادة، مبنية على المهارات التي يطورها المرء داخل فريق، ومدمجة في العمليات التجارية ويتم تنفيذها من خلال اتباع ممارسات العمل القياسية المثبتة.
يتم استخدام خطة برنامج الوثوقية لتوثيق بالضبط أفضل المهام والأساليب والأدوات والتحليلات والاختبارات المطلوبة لنظام معين، وكذلك توضيح متطلبات العملاء لتقييم الوثوقية.
تعد خطة برنامج الوثوقية ضرورية لتحقيق مستويات عالية من الوثوقية، والقابلية للاختبار، والقدرة على الصيانة، وتوافر النظام الناتج، ويتم تطويرها في وقت مبكر أثناء تطوير النظام وصقلها على دورة حياة النظام. فهي لا تحدد فقط ما يقوم به مهندس الوثوقية، ولكن أيضًا المهام التي يؤديها أصحاب المصلحة الآخرون. تمت الموافقة على خطة برنامج الوثوقية من قبل الإدارة العليا للبرنامج، وهي المسؤولة عن تخصيص الموارد الكافية لتنفيذه.

### خطة الوثوقية لتحسين النظم القائمة
كما يمكن استخدام خطة برنامج الوثوقية لتقييم وتحسين توافر النظام من خلال إستراتيجية التركيز على زيادة قابلية الاختبار والصيانة وليس على الوثوقية.

## الفرق بين الوثوقية وقابلية الصيانة
كما يمكن استخدام خطة برنامج الوثوقية لتقييم وتحسين توافر النظام من خلال إستراتيجية التركيز على زيادة قابلية الاختبار والصيانة وليس على الوثوقية. تحسين الصيانة هو أسهل عموما من تحسين الوثوقية.
تقديرات الصيانة هي أيضا أكثر دقة بشكل عام. ومع ذلك، ونظراً لأن حالات عدم اليقين في تقديرات الاعتمادية تكون كبيرة جداً في معظم الحالات، فمن المرجح أن تسيطر على حساب التوافر (مشكلة عدم اليقين في التنبؤ)، حتى عندما تكون مستويات الصيانة عالية جداً. عندما لا تكون الاعتمادية تحت السيطرة، قد تنشأ مشكلات أكثر تعقيدًا، مثل نقص نقص الأدوية، وتوافر قطع الغيار، والتأخير اللوجستي، ونقص مرافق الإصلاح، وتكاليف إدارة التهيئة المعقدة بشكل كبير، والتكوين المعقد، وغيرها.

## متطلبات الوثوقية
بالنسبة لأي نظام، تتمثل إحدى المهام الأولى في هندسة الوثوقية في تحديد الوثوقية والصيانة المتطلبات المخصصة من احتياجات التوافر الكلية، والأهم من ذلك، المستمدة من تحليل إخفاق التصميم السليم أو نتائج الاختبار الأولي الأولي.
في حالة الوثوقية، قد تتغير مستويات عدم الوثوقية (معدلات الفشل) بعوامل عقود نتيجة للانحرافات الطفيفة في التصميم أو العملية أو أي شيء آخر. لا تتوفر المعلومات غالبًا بدون عدم يقين كبير في مرحلة التطوير. هذا يجعل من مشكلة التخصيص هذه مستحيلة تقريبا بطريقة مفيدة وعملية وصحيحة لا ينتج عنها زيادة كبيرة أو نقص في المواصفات. لذلك هناك حاجة إلى نهج عملي
وعلاوة على ذلك، ينبغي أن تؤدي متطلبات تصميم الوثوقية إلى تصميم لدمج ميزات تمنع حدوث الفشل، أو الحد من عواقب الفشل في المقام الأول. يجب أن يكون أي نوع من متطلبات الوثوقية مفصلاً ويمكن الحصول عليه من تحليل الفشل أو أي نوع من اختبارات الوثوقية.
أيضا، هناك حاجة إلى متطلبات اختبارات التحقق ووقت الاختبار اللازم. لاشتقاق هذه المتطلبات بطريقة فعالة، ينبغي استخدام تقييم المخاطر القائمة على هندسة النظم ومنطق التخفيف، هذه المتطلبات (غالباً ما تكون قيود التصميم) مشتقة من تحليل الفشل أو الاختبارات الأولية.
كما يجب على مهندسي الاعتمادية أن يتعاملوا مع متطلبات المهام الموثوقة والوثائق المختلفة أثناء تطوير النظام واختباره وإنتاجه وتشغيله.

## ثقافة الوثوقية / الأخطاء البشرية / العوامل البشرية
من الناحية العملية، يمكن إرجاع معظم حالات الفشل إلى نوع من الخطأ البشري، على سبيل المثال في:
قرارات الإدارة (على سبيل المثال في الموازنة، والتوقيت، والمهام المطلوبة)
هندسة النظم: استخدام الدراسات (حالات التحميل)
هندسة الأنظمة: تحليل المتطلبات / الإعداد
هندسة الأنظمة: التحكم في التهيئة
الافتراضات
الحسابات / المحاكاة
التصميم
تصميم الرسومات
الاختبار (على سبيل المثال، إعدادات التحميل غير الصحيحة أو قياس الفشل)
تحليل احصائي
تصنيع
رقابة جودة
أعمال صيانة
كتيبات الصيانة
تدريب
تصنيف وترتيب المعلومات
تعليقات المعلومات الميدانية (على سبيل المثال، غير صحيحة أو غامضة للغاية)
إلخ
ومع ذلك، فإن البشر أيضًا جيدون جدًا في اكتشاف حالات الفشل هذه، وتصحيحها، والارتجال عند حدوث حالات غير طبيعية. لذلك، السياسات التي تستبعد تمامًا الإجراءات البشرية في عمليات التصميم والإنتاج لتحسين الوثوقية قد لا تكون فعالة. يتم تنفيذ بعض المهام بشكل أفضل من قبل البشر، ويتم تنفيذ بعضها بشكل أفضل بواسطة الآلات.
بالإضافة إلى ذلك، الأخطاء البشرية في الإدارة ؛ تنظيم البيانات والمعلومات ؛ أو إساءة استخدام أو سوء استخدام العناصر قد أيضاً تساهم في عدم الوثوقية. هذا هو السبب الرئيسي الذي لا يمكن تحقيق مستويات عالية من الوثوقية للأنظمة المعقدة فقط إلا بعد عملية هندسية قوية مع التخطيط السليم وتنفيذ مهام التحقق والتحقق. ويشمل ذلك أيضًا تنظيمًا دقيقًا لمشاركة البيانات والمعلومات وإنشاء «ثقافة وثوقية»، بنفس الطريقة التي يكون بها «ثقافة السلامة» أمرًا بالغ الأهمية في تطوير أنظمة السلامة.

## تنبؤ وتحسين هندسة الوثوقية
تنبؤ هندسة الوثوقية تشمل:
خلق نموذج الوثوقية المناسب
تقدير (وتصليح) المعلومات المدخلة إلى هذا النموذج (على سبيل المثال معدلات الفشل في وضع فشل معين أو الحدث والوقت يعني لإصلاح النظام لفشل معين)
تقدير معلمات وثوقية المخرجات على مستوى النظام أو المستوى (أي توفر النظام أو تواتر عطل وظيفي معين) قد ينطوي على وجود حد للوثوقية القابلة للتحقيق، ومع ذلك، لا يوجد حد ملازم وتطوير وثوقية أعلى لا تحتاج إلى أن تكون أكثر تكلفة. بالإضافة إلى ذلك، فإنهم يجادلون بأن التنبؤ بالاعتمادية من البيانات التاريخية يمكن أن يكون مضللاً للغاية، مع المقارنات صالحة فقط للتصاميم متطابقة، والمنتجات، وعمليات التصنيع، والصيانة مع متطابقة تحميل الاحمال وبيئات الاستخدام. حتى التغييرات الطفيفة في أي من هذه يمكن أن يكون لها صلاحيات رئيسية على الوثوقية. وعلاوة على ذلك، فإن أكثر البنود التي لا يمكن الاعتماد عليها والأكثر أهمية (أي المرشحات الأكثر إثارة للاهتمام لإجراء تحقيقات بشأن الوثوقية) من الأرجح أن يتم تعديلها وإعادة تصميمها منذ جمع البيانات التاريخية، مما يجعل الطرق الإحصائية القياسية (إعادة النشاط أو الاستباقية) والعمليات المستخدمة مثلا الصناعات الطبية أو التأمين أقل فعالية.
بالنسبة للأنظمة الحالية، يمكن القول إن أي محاولة من قبل برنامج مسؤول لتصحيح السبب الجذري للفشل المكتشف يمكن يجعل تقدير متوسط الوقت بين الفشل الأولي باطلاً، حيث يجب إجراء افتراضات جديدة (تخضع لمستويات خطأ عالية) لتأثير هذا التصحيح.
ومن المسائل العملية الأخرى عدم توفر بيانات تفصيلية بشكل عام، مع توفر تلك البيانات في كثير من الأحيان تصفية غير متناسقة لبيانات الفشل (ردود الفعل)، وتجاهل الأخطاء الإحصائية (عالية للغاية بالنسبة للأحداث النادرة مثل حالات الفشل المتعلقة بالاعتمادية). يجب أن تكون هناك مبادئ توجيهية واضحة للغاية لحساب ومقارنة الفشل المتعلق بنوع مختلف من الأسباب الجذرية (مثل حالات التصنيع أو الصيانة أو النقل أو فشل النظام أو فشل التصميم المتأصل). قد تؤدي مقارنة أنواع مختلفة من الأسباب إلى تقديرات غير صحيحة وقرارات تجارية غير صحيحة بشأن تركيز التحسين.
قد يكون إجراء التنبؤ الموثوقي الكمي المناسب للأنظمة أمرًا صعبًا ومكلفًا جدًا إذا تم إجراؤه عن طريق الاختبار. على المستوى الجزئي الفردي، يمكن الحصول على نتائج الوثوقية في كثير من الأحيان مع ثقة عالية نسبيا، حيث أن اختبار العديد من أجزاء العينة قد يكون ممكنًا باستخدام ميزانية الاختبار المتاحة. ومع ذلك، للأسف، قد تفتقر هذه الاختبارات إلى صلاحية على مستوى النظام بسبب الافتراضات التي يتم إجراؤها عند الاختبار على مستوى جزئي. أكد هؤلاء المؤلفون على أهمية الاختبارات الأولية على مستوى الجزء أو النظام حتى الفشل، والتعلم من مثل هذه الإخفاقات في تحسين النظام أو الجزء..

### تصميم لهندسة الوثوقية
تصميم لهندسة الوثوقية هي عملية تشمل الأدوات والإجراءات لضمان أن المنتج يلبي متطلبات الوثوقية، في ظل بيئة الاستخدام الخاصة به، طوال مدة عمره. يتم تنفيذه في مرحلة التصميم للمنتج بشكل استباقي تحسين وثوقية المنتج. وغالبًا ما يتم استخدامه كجزء من إستراتيجية التصميم الشامل للتميز.

### النهج القائم على إحصاءات
يبدأ تصميم الوثوقية بتطوير نموذج (نظام). تستخدم نماذج الوثوقية والتوافر الرسومات التوضيحية المجمعة وتحليل الشجرة لتوفير وسيلة رسومية لتقييم العلاقات بين الأجزاء المختلفة من النظام. قد تتضمن هذه النماذج توقعات تستند إلى معدلات الفشل المأخوذة من البيانات التاريخية. في حين أن تنبؤات (بيانات المدخلات) غالبًا ما تكون غير دقيقة بالمعنى المطلق، إلا أنها مفيدة لتقييم الاختلافات النسبية في بدائل التصميم. يمكن أيضًا استخدام معلمات إمكانية الصيانة، على سبيل المثال، متوسط وقت الإصلاح، كمدخلات لهذه النماذج.
يجب تحديد وتحليل أهم أسباب البدء الأساسية وآليات الإخفاق باستخدام الأدوات الهندسية. يجب توفير مجموعة متنوعة من الإرشادات العملية فيما يتعلق بالأداء والوثوقية للمصممين حتى يتمكنوا من إنتاج تصاميم ومنتجات منخفضة المقاومة تحمي أو تحمي من التلف والتلف المفرط. قد تكون هناك حاجة إلى التحقق السليم من أحمال الإدخال (المتطلبات)، بالإضافة إلى التحقق من «الأداء» الوثوقية عن طريق الاختبار.
واحدة من أهم تقنيات التصميم هو التكرار. هذا يعني أنه في حالة فشل أحد أجزاء النظام، يكون هناك مسار نجاح بديل، مثل نظام النسخ الاحتياط. ويرجع السبب في أن هذا هو اختيار التصميم النهائي إلى حقيقة أن دليل وثوقية الثقة العالية للأجزاء أو الأنظمة الجديدة لا يتوفر في كثير من الأحيان، أو هو مكلف للغاية للحصول عليه. من خلال الجمع بين التكرار، جنبا إلى جنب مع مستوى عال من رصد الفشل، وتجنب فشل الأسباب الشائعة ؛ حتى يمكن الاعتماد على نظام ذي وثوقية واحدة (جزئي) أحادي القناة نسبياً، يمكن الاعتماد عليه بدرجة عالية على مستوى النظام (حتى الوثوقية الحرجة للبعثات). لا داعي لاختبار الوثوقية لهذا الغرض. بالاقتران مع التكرار، فإن استخدام التصاميم أو عمليات التصنيع غير المتشابهة (على سبيل المثال عبر موردين مختلفين من الأجزاء المماثلة) للقنوات الفردية المستقلة، يمكن أن يوفر حساسية أقل لقضايا الجودة (مثل فشل الطفولة المبكرة في مورد واحد)، مما يسمح بتحقيق مستويات عالية جدًا من الوثوقية في جميع لحظات دورة التطوير (من الحياة المبكرة إلى المدى الطويل). يمكن تطبيق التكرار أيضًا في هندسة الأنظمة من خلال التحقق من المتطلبات والبيانات والتصاميم والحسابات والبرامج والاختبارات للتغلب على الفشل النظامي. وهناك طريقة أخرى فعالة للتعامل مع قضايا الوثوقية تتمثل في إجراء تحليل يتوقع حدوث تدهور، مما يتيح الوقاية من أحداث / أعطال التوقف غير المجدولة. يمكن استخدام برامج (صيانة مركزية الوثوقية) لهذا الغرض.

### فيزياء النهج القائم على الفشل
بالنسبة للتجمعات الإلكترونية، كان هناك تحول متزايد نحو نهج مختلف يسمى فيزياء الفشل. تعتمد هذه التقنية على فهم آليات الفشل الثابتة والديناميكية. وهي تفسر التباين في الحمل والقوة والجهد الذي يؤدي إلى الفشل مع مستوى عالٍ من التفصيل، مع إمكانية استخدام برامج برمجية طريقة حديثة للعناصر المحدودة (FEM) التي يمكنها التعامل مع الهندسة والآليات المعقدة مثل الزحف والاسترخاء الإجهاد. التعب، والتصميم الاحتمالي (مونت كارلو طرق / وزارة الطاقة). يمكن إعادة تصميم المادة أو المكون لتقليل احتمال الفشل ولجعله أكثر قوة ضد مثل هذه الاختلافات. ومن أساليب التصميم الشائعة الأخرى تحديد المكونات: أي اختيار المكونات التي تتجاوز مواصفاتها بشكل كبير مستويات الإجهاد المتوقعة، مثل استخدام الأسلاك الكهربائية ذات المقياس الأثقل مما يمكن تحديده عادة للتيار الكهربائي المتوقع.

### الأدوات والتقنيات الشائعة
العديد من المهام والتقنيات والتحليلات المستخدمة في هندسة الوثوقية محددة لصناعات وتطبيقات معينة، ولكن يمكن أن تشمل عادةً:
فيزياء الفشل
اختبار ذاتي مدمج (تحليل قابلية الاختبار)
حالة الفشل وتحليل التاثيرات
تحليل مخاطر الاعتمادية
تحليل كتلة وثوقية الرسم البياني
تحليل كتلة الرسم البياني للاعتمادية الديناميكية
تحليل شجرة الصدع
تحليل السبب الجذري
الهندسة الإحصائية، تصميم التجارب
تحليل الدائرة التسلل
اختبار معجل
تحليل نمو الاعتمادية (اعتمادية نشطة)
تحليل Weibull (لاختبار أو اعتمادية «إعادة النشاط» بشكل أساسي)
التحليل الحراري عن طريق تحليل العناصر المحددة و / أو القياس
تحليل الإجهاد المستحث بالحرارة والصدمة والاهتزاز بواسطة FEA و / أو القياس
التحليل الكهرومغناطيسي
تجنب نقطة واحدة للفشل (SPOF)
التحليل الوظيفي وتحليل الفشل الوظيفي
الصيانة التنبؤية والوقائية: تحليل الصيانة التي تركز على الاعتمادية (RCM)
تحليل قابلية الاختبار
تحليل تشخيص الفشل (عادةً ما يتم تضمينه أيضًا في FMEA)
تحليل الأخطاء البشرية
تحليل المخاطر التشغيلية
تحسين الصيانة الوقائية / المخطط (PMO)
الفحص اليدوي
دعم لوجستي متكامل
يتم تقديم نتائج من هذه الأساليب أثناء استعراض تصميم الجزء أو النظام، والخدمات اللوجستية. الوثوقية هي مجرد شرط واحد من بين العديد من أجل جزء أو نظام معقد. تستخدم دراسات المقايضة الهندسية لتحديد التوازن الأمثل بين متطلبات الوثوقية والقيود الأخرى.

### أهمية اللغة
يعتمد مهندسون الوثوقية، سواء باستخدام أساليب كمية أو نوعية لوصف فشل أو خطر، على اللغة لتحديد المخاطر وتمكينها من حل المشكلات. يجب أن تساعد اللغة المستخدمة في إنشاء وصف منظم للوظيفة / البند / النظام ومحيطه المعقد من حيث صلته بفشل هذه الوظائف / العناصر / الأنظمة. هندسة الأنظمة تدور حول إيجاد الكلمات الصحيحة لوصف المشكلة (والمخاطر ذات الصلة)، بحيث يمكن حلها بسهولة عن طريق الحلول الهندسية. قال جاك رينج إن وظيفة مهندس الأنظمة هي «لغة المشروع». لفشل جزء / النظام، يجب على مهندسي الاعتمادية التركيز أكثر على «لماذا وكيف»، بدلا من أن التنبؤ «متى». إن فهم «لماذا» حدث فشل (على سبيل المثال بسبب المكونات أو مشاكل التصنيع المحمومة) من المرجح أن يؤدي إلى تحسين التصميمات والعمليات المستخدمة من قياس «متى» من المرجح أن يحدث فشل. للقيام بذلك، يجب أولاً تصنيف مخاطر الاعتمادية المتعلقة بالجزء / النظام وترتيبها (على أساس نوع من المنطق الكمي والكيفي إن أمكن) للسماح بتقييم فعال وفوري. يتم ذلك جزئيا في لغة نقية ومنطق الافتراض، ولكن أيضا على أساس الخبرة مع العناصر المماثلة. يمكن على سبيل المثال مشاهدة هذا في وصف الأحداث في تحليل شجرة الأخطاء والأخطار (التتبع). من هذا المنطلق، تلعب اللغة والقواعد السليمة (جزء من التحليل النوعي) دورًا مهمًا في هندسة الوثوقية، تمامًا كما تفعل في هندسة الأمان أو بشكل عام في هندسة الأنظمة.
يمكن أن يكون الاستخدام الصحيح للغة أيضًا مفتاحًا لتحديد أو تقليل مخاطر الأخطاء البشرية، والتي غالبًا ما تكون السبب الرئيسي للعديد من حالات الفشل. يمكن أن يتضمن ذلك تعليمات مناسبة في أدلة الصيانة، وكتيبات التشغيل، وإجراءات الطوارئ، وغيرها من الأخطاء البشرية المنتظمة التي قد تؤدي إلى فشل النظام. يجب أن يتم كتابتها بواسطة مؤلفين فنيين مدربين أو ذوي خبرة باستخدام ما يسمى الإنجليزية المبسطة أو الإنجليزية التقنية المبسطة، حيث يتم اختيار الكلمات والهيكل على وجه التحديد ويتم إنشاؤها بهدف الحد من الغموض أو خطر الارتباك (على سبيل المثال «استبدال الجزء القديم» يمكن أن يكون غامضًا الرجوع إلى مبادلة جزء مهترئ بجزء غير مهترئ، أو استبدال جزء بواحد باستخدام تصميم أكثر حداثة وأمل تحسينه).

## تصميم هندسة الوثوقية
تصميم هندسة الوثوقية هي عملية توقع أو فهم وثوقية مكون أو نظام قبل تنفيذه. هناك نوعان من التحاليل التي تستخدم في الغالب لنمذجة سلوك التوافر الكامل للنظام (بما في ذلك الآثار الناجمة عن مسائل اللوجيستيات مثل توفير قطع الغيار والنقل والقوى العاملة). على مستوى المكونات، يمكن استخدام نفس أنواع التحليلات مع الآخرين. يمكن أن تأتي مدخلات النماذج من مصادر عديدة بما في ذلك الاختبار ؛ خبرة عملية سابقة بيانات خاطئه؛ فضلا عن كتيبات البيانات من الصناعات المماثلة أو ذات الصلة. بغض النظر عن المصدر، يجب استخدام جميع بيانات المدخلات النموذجية بحذر شديد، لأن التنبؤات تكون صالحة فقط في الحالات التي يتم فيها استخدام نفس المنتج في نفس السياق. على هذا النحو، غالباً ما تستخدم التنبؤات فقط للمساعدة في مقارنة البدائل.
بالنسبة للتنبؤات على مستوى الجزء، هناك مجالان منفصلان للتحقيق شائعان:
يستخدم فيزياء نهج الفشل فهم لآليات الفشل المادية المعنية، مثل انتشار الشقوق الميكانيكية أو تدهور أو فشل التآكل الكيميائي
يُعد نهج نمذجة ضغط األجزاء طريقة تجريبية للتنبؤ تستند إلى حساب عدد ونوع مكونات النظام والضغط الذي يتعرض له أثناء التشغيل.
تعتبر وثوقية البرامج مجالًا أكثر تحديًا ويجب أخذها في الاعتبار عندما يوفر رمز الكمبيوتر مكونًا كبيرًا من وظائف النظام.

### نظرية الوثوقية
تُعرّف الوثوقية على أنها احتمال أن يقوم الجهاز بأداء وظيفته المقصودة خلال فترة زمنية محددة وفقًا للشروط المحددة. رياضياً، قد يتم التعبير عن ذلك
هناك بعض العناصر الأساسية لهذا التعريف:
تعتمد الوثوقية على «الوظيفة المقصودة:» بشكل عام، يتم أخذ هذا للإشارة إلى التشغيل بدون فشل. ومع ذلك، حتى في حالة عدم فشل أي جزء فردي من النظام، ولكن النظام ككل لا يقوم بما هو مقصود، فإنه لا يزال يتم فرضه على وثوقية النظام. مواصفات متطلبات النظام هي المعيار الذي يتم قياس مدى موثوقيته
تنطبق الوثوقية على فترة زمنية محددة. من الناحية العملية، هذا يعني أن النظام لديه فرصة محددة أنه سيعمل بدون فشل قبل الوقت. تضمن هندسة الوثوقية أن المكونات والمواد ستفي بالمتطلبات خلال الوقت المحدد. لاحظ أنه قد يتم أحيانًا استخدام وحدات غير الوقت (مثل «مهمة» أو «دورات تشغيل»)
تقتصر الاعتمادية على التشغيل تحت ظروف محددة (أو محددة بشكل واضح). هذا القيد ضروري لأنه من المستحيل تصميم نظام لظروف غير محدودة. سيحظى المريخ روفر بشروط محددة مختلفة عن السيارة العائلية. يجب معالجة بيئة التشغيل أثناء التصميم والاختبار. قد تكون هناك حاجة إلى نفس المسبار للعمل في ظروف مختلفة تتطلب مزيدًا من التدقيق

### معلمات وثوقية النظام — نظرية
يتم تحديد المتطلبات الكمية باستخدام معايير الوثوقية. معلمة الوثوقية الأكثر شيوعًا هي متوسط وقت الفشل (MTTF)، والذي يمكن أيضًا تحديده كمعدل فشل (يتم التعبير عنه على أنه تردد أو دالة كثافة احتمال شرطية (PDF)) أو عدد مرات الفشل خلال فترة معينة. قد تكون هذه المعلمات مفيدة لمستويات النظام الأعلى والأنظمة التي يتم تشغيلها بشكل متكرر (أي المركبات والآلات والمعدات الإلكترونية.).
في حالات أخرى، يتم تحديد الاعتمادية كاحتمال نجاح المهمة. على سبيل المثال، يمكن تحديد وثوقية رحلة طيران مجدولة باعتبارها احتمالية بلا أبعاد أو نسبة مئوية، كما هو معتاد في هندسة أمان النظام.
حالة خاصة من نجاح المهمة هي جهاز أو نظام واحد بالرصاص. هذه هي أجهزة أو أنظمة تظل ساكنة نسبياً وتعمل مرة واحدة فقط. وتشمل أمثلة ذلك، وسائد هوائية للسيارات وبطاريات حرارية وصواريخ. يتم تحديد وثوقية اللقطة الواحدة كاحتمال نجاح لمرة واحدة أو يتم تضمينها في معلمة ذات صلة. يمكن تحديد وثوقية القذائف أحادية الطلقة كمتطلب لاحتمال الضربة.
بالنسبة للأنظمة القابلة للإصلاح، يتم الحصول عليها من معدل الفشل والوقت المعتاد للإصلاح وفاصل الاختبار. قد لا يكون هذا الإجراء فريدًا بالنسبة إلى نظام معين لأن هذا الإجراء يعتمد على نوع الطلب. بالإضافة إلى متطلبات مستوى النظام، يمكن تحديد متطلبات الوثوقية للأنظمة الفرعية الهامة. في معظم الحالات، يتم تحديد معلمات الوثوقية مع فترات الثقة الإحصائية المناسبة.

## اختبار الوثوقية
الغرض من اختبار الوثوقية هو اكتشاف المشاكل المحتملة في التصميم في أقرب وقت ممكن، وفي نهاية المطاف، توفير الثقة بأن النظام يلبي متطلبات الوثوقية الخاصة به.
يمكن إجراء اختبار الوثوقية على عدة مستويات وهناك أنواع مختلفة من الاختبارات. قد يتم اختبار الأنظمة المعقدة على مستوى المكونات، لوحة الدائرة، الوحدة، التركيب، النظام الفرعي ومستويات النظام. (تختلف تسمية مستوى الاختبار بين التطبيقات). على سبيل المثال، إجراء اختبارات فحص الإجهاد البيئي عند المستويات الأدنى، مثل أجزاء القطع أو التجميعات الصغيرة، مشكلات المصيد قبل أن تتسبب في حالات فشل في مستويات أعلى. اختبار العائدات خلال كل مستوى من التكامل من خلال اختبار النظام الكامل، واختبار التطوير، واختبار التشغيل، وبالتالي تقليل مخاطر البرنامج. ومع ذلك، لا يخفف الاختبار من المخاطر غير الموثوق بها.
مع كل اختبار يمكن إجراء كل من النوع الإحصائي 1 والخطأ 2 ويعتمد على حجم العينة ووقت الاختبار والافتراضات ونسبة التمييز المطلوبة. هناك خطر من قبول تصميم غير صحيح بشكل خاطئ (خطأ من النوع 1) وخطر رفض التصميم الجيد بشكل خاطئ (خطأ من النوع2)
ليس من الممكن دائمًا اختبار جميع متطلبات النظام. بعض الأنظمة باهظة التكلفة للاختبار ؛ قد يستغرق بعض أوضاع الفشل سنوات للملاحظة ؛ بعض التفاعلات المعقدة تؤدي إلى عدد كبير من حالات الاختبار الممكنة ؛ وتتطلب بعض الاختبارات استخدام نطاقات اختبار محدودة أو موارد أخرى. في مثل هذه الحالات، يمكن استخدام طرق مختلفة للاختبار، مثل اختبار الحياة المعجل (عالي) وتصميم التجارب وعمليات المحاكاة.
المستوى المطلوب من الثقة الإحصائية يلعب أيضًا دورًا في اختبار الوثوقية. يتم زيادة الثقة الإحصائية عن طريق زيادة وقت الاختبار أو عدد العناصر التي تم اختبارها. تم تصميم خطط اختبار الوثوقية لتحقيق الاعتمادية المحددة على مستوى الثقة المحدد مع الحد الأدنى لعدد وحدات الاختبار ووقت الاختبار. تؤدي خطط الاختبار المختلفة إلى مستويات مختلفة من المخاطر للمنتج والمستهلك. تؤثر الوثوقية المرغوبة والثقة الإحصائية ومستويات الخطر لكل جانب على خطة الاختبار النهائية. يجب أن يوافق العميل والمطور مقدمًا على كيفية اختبار متطلبات الوثوقية.
يتمثل أحد الجوانب الرئيسية لاختبار الوثوقية في تعريف «الفشل». على الرغم من أن هذا قد يبدو واضحا، إلا أن هناك العديد من الحالات التي لا يكون فيها من الواضح ما إذا كان الفشل هو خطأ النظام. تؤدي الاختلافات في ظروف الاختبار، واختلافات المشغل، وحالة الطقس، وغير المتوقعة إلى حدوث اختلافات بين العميل ومطور النظام. تتمثل إحدى الإستراتيجيات لمعالجة هذه المشكلة في استخدام عملية تسجيل النقاط. يشتمل مؤتمر تسجيل النقاط على ممثلين من العميل، والمطور، ومؤسسة الاختبار، ومنظمة الوثوقية، وأحيانًا مراقبون مستقلون. يتم تعريف عملية تسجيل النقاط في بيان العمل. تعتبر كل حالة اختبار من قبل المجموعة و «يحرز» النجاح أو الفشل. هذا هو النتيجة الرسمية المستخدمة من قبل مهندس الوثوقية.
كجزء من مرحلة المتطلبات، يقوم مهندس الوثوقية بتطوير إستراتيجية اختبار مع العميل. تجعل إستراتيجية الاختبار المفاضلات بين احتياجات منظمة الوثوقية، التي تريد أكبر قدر ممكن من البيانات، والقيود مثل التكلفة والجدول الزمني والموارد المتاحة. يتم تطوير خطط الاختبار والإجراءات لكل اختبار الوثوقية، ويتم توثيق النتائج.
اختبار الوثوقية أمر شائع في صناعة الضوئيات. أمثلة على اختبارات الوثوقية من أشعة الليزر هي اختبار الحياة والحرق. تتكون هذه الاختبارات من الشيخوخة المتسارعة للغاية، تحت ظروف خاضعة للرقابة، لمجموعة من الليزر. يتم استخدام البيانات التي تم جمعها من اختبارات الحياة هذه للتنبؤ بالعمر المتوقع للليزر تحت خصائص التشغيل المقصودة.

### متطلبات اختبار الوثوقية
يمكن أن تتبع متطلبات اختبار الوثوقية من أي تحليل يجب أن يكون مبررًا له التقدير الأول لاحتمال الفشل أو وضع الفشل أو التأثير. يمكن توليد الأدلة بمستوى معين من الثقة عن طريق الاختبار. اختبار متطلبات الاعتمادية صعب حله لعدة أسباب. إن الاختبار الوحيد في معظم الحالات غير كافٍ لتوليد بيانات إحصائية كافية. عادةً ما تكون الاختبارات المتعددة أو الاختبارات طويلة المدة باهظة الثمن. بعض الاختبارات ببساطة غير عملية حيث يكون من الصعب التنبؤ بالظروف البيئية.
ويؤثر الجمع بين مستوى الوثوقية المطلوب ومستوى الثقة المطلوب بشكل كبير على تكلفة التطوير والمخاطر على كل من العميل والمنتج. هناك حاجة للرعاية لاختيار أفضل مجموعة من المتطلبات. يمكن إجراء اختبار الوثوقية على مستويات مختلفة، مثل المكون والنظام الفرعي والنظام. كذلك، يجب معالجة العديد من العوامل أثناء الاختبار والتشغيل، مثل درجة الحرارة والرطوبة الشديدة، أو الصدمة، أو الاهتزاز، أو العوامل البيئية الأخرى (مثل فقدان الإشارة أو التبريد أو الطاقة ؛ أو غيرها من الكوارث مثل النار والفيضانات والحرارة المفرطة أو انتهاكات أمنية أو أشكال أخرى لا حصر لها من الضرر أو التدهور). بالنسبة للأنظمة التي يجب أن تدوم لسنوات عديدة، قد تكون هناك حاجة إلى اختبارات حياة معجلة.

### الاختبار المعجل
الغرض من اختبار الحياة المعجل (اختبار ALT) هو حث الفشل الميداني في المختبر بمعدل أسرع بكثير من خلال توفير بيئة أكثر قساوة، ولكن مع ذلك تمثيلية. في مثل هذا الاختبار، من المتوقع أن يفشل المنتج في المختبر تمامًا كما كان سيخفق في هذا المجال - ولكن في وقت أقل بكثير. الهدف الرئيسي للاختبار المتسارع هو واحد مما يلي:
• اكتشاف وسائل الفشل
• التنبؤ بالحياة الميدانية العادية من خلال اختبار الإجهاد العالي
يمكن تقسيم برنامج الاختبار المعجل إلى الخطوات التالية:
• تحديد الهدف ونطاق الاختبار
• جمع المعلومات المطلوبة عن المنتج
• تحديد الإجهاد (ات)
• تحديد مستوى التوتر (ات)
• إجراء اختبار سريع وتحليل البيانات التي تم جمعها.

## وثوقية البرمجيات
تعد وثوقية البرمجيات جانبًا خاصًا من هندسة الوثوقية. منذ الاستخدام الواسع النطاق لتكنولوجيا الدوائر الرقمية المتكاملة، أصبحت البرامج جزءًا هامًا بشكل متزايد لمعظم الإلكترونيات، وبالتالي، تقريبًا جميع أنظمة اليوم الحالية.
هناك اختلافات كبيرة في كيفية سلوك البرامج والأجهزة. معظم اسباب فشل الأجهزة هي نتيجة لمكون أو مادة. إصلاح أو استبدال مكونات الأجهزة يعيد النظام إلى حالته الأصلية. ومع ذلك، لا يفشل البرنامج بنفس الطريقة التي تفشل بها الأجهزة. وبدلاً من ذلك، فإن عدم وثوقية البرامج هو نتيجة لنتائج غير متوقعة لعمليات البرامج.
على الرغم من هذا الاختلاف في مصدر الفشل بين البرامج والأجهزة، فقد تم اقتراح العديد من نماذج الاعتمادية للبرامج المستندة إلى الإحصائيات لقياس ما نعاني منه مع البرامج: حيث يتم تشغيل البرنامج الأطول، كلما زادت احتمالية استخدامه في نهاية الأمر في نظام غير مجرب. بطريقة ما وتعرض عيب كامن ينتج عنه فشل.(Shooman 1987), (Musa 2005), (Denney 2005).
تعتمد وثوقية البرمجيات على المتطلبات الجيدة والتصميم والتنفيذ. تعتمد هندسة اعتمادية البرامج بشكل كبير على عملية هندسة برمجية منضبطة للتنبؤ والتصميم ضد النتائج غير المقصودة. تعد خطة تطوير البرامج الجيدة أحد الجوانب الرئيسية لبرنامج وثوقية البرامج. تصف خطة تطوير البرمجيات معايير التصميم والترميز، ومراجعات النظراء، واختبارات الوحدة، وإدارة التهيئة، ومقاييس البرامج، ونماذج البرمجيات التي ستستخدم أثناء تطوير البرمجيات.
يعتبر الاختبار أكثر أهمية للبرامج من الأجهزة. حتى أفضل عملية تطوير برمجية تنتج بعض أخطاء البرمجيات التي لا يمكن اكتشافها حتى يتم اختبارها. كما هو الحال مع الأجهزة، يتم اختبار البرنامج على عدة مستويات، بدءاً بالوحدات الفردية، من خلال التكامل واختبار النظام الكامل. من غير المستحسن تخطي مستويات اختبار البرامج. أثناء جميع مراحل الاختبار، يتم اكتشاف أخطاء البرامج وتصحيحها وإعادة اختبارها. يتم تحديث تقديرات الوثوقية استنادًا إلى كثافة الأعطال والمقاييس الأخرى. على مستوى النظام، يمكن جمع بيانات متوسط الوقت بين الفشل واستخدامها لتقدير الوثوقية. على عكس الأجهزة، فإن إجراء نفس الاختبار بالضبط على نفس تكوين البرنامج نفسه لا يوفر ثقة إحصائية متزايدة. بدلاً من ذلك، تستخدم وثوقية البرامج مقاييس مختلفة، مثل تغطية الكود.
في نهاية المطاف، يتم دمج البرنامج مع الأجهزة في نظام المستوى الأعلى، ووثوقية البرامج تندرج تحت وثوقية النظام. إن نموذج نضج قدرات معهد هندسة البرمجيات هو وسيلة شائعة لتقييم العملية الكلية لتطوير البرمجيات لأغراض الوثوقية والجودة.

## مقارنة مع هندسة السلامة
تهتم هندسة الاعتمادية بالتقليل الإجمالي من حالات الفشل التي يمكن أن تؤدي إلى خسائر مالية للكيان المسؤول، في حين تركز هندسة الأمان على تقليل مجموعة محددة من أنواع الفشل التي يمكن أن تؤدي بشكل عام إلى قضايا واسعة النطاق خارج نطاق الكيان المسؤول.
يمكن أن تتحول مخاطر الاعتمادية إلى حوادث تؤدي إلى خسارة في الإيرادات للشركة أو العميل، على سبيل المثال بسبب التكاليف المباشرة وغير المباشرة المرتبطة بفقدان الإنتاج بسبب عدم توفر النظام ؛ مطالب عالية أو منخفضة غير متوقعة لقطع الغيار. تكاليف الإصلاح؛ ساعات العمل؛ إعادة التصاميم؛ الانقطاعات في الإنتاج الطبيعي إلخ.
غالبًا ما تكون هندسة الأمان محددة للغاية، وتتعلق فقط بصناعات أو تطبيقات أو مناطق معينة محكمة التنظيم. ويركز في المقام الأول على مخاطر سلامة النظام التي يمكن أن تؤدي إلى حوادث خطيرة بما في ذلك: فقدان الحياة؛ تدمير المعدات أو أضرار بيئية؛ على هذا النحو، غالباً ما تكون متطلبات الوثوقية الوظيفية للنظام ذات الصلة عالية للغاية. على الرغم من أنها تتعامل مع حالات الفشل غير المرغوب فيها بنفس المعنى مثل هندسة الوثوقية، إلا أنها، مع ذلك، لديها تركيز أقل على التكاليف المباشرة، ولا تهتم بإجراءات الإصلاح بعد الفشل. وهناك فرق آخر هو مستوى تأثير الفشل على المجتمع، مما يؤدي إلى ميل للسيطرة الصارمة من قبل الحكومات أو الهيئات التنظيمية (مثل صناعات الطاقة النووية والفضائية والدفاع والسكك الحديدية والنفط).
يمكن أن يؤدي ذلك أحيانًا إلى هندسة هندسة الأمان والوثوقية التي لديها متطلبات متناقضة أو اختيارات متضاربة على مستوى بنية النظام [بحاجة لمصدر] على سبيل المثال، في أنظمة التحكم في إشارات القطارات، من الشائع استخدام مفهوم تصميم نظام «الفشل الآمن». في هذا المثال، يحتاج الفشل في الجانب الخاطئ إلى معدل فشل منخفض للغاية لأن مثل هذه الإخفاقات يمكن أن تؤدي إلى مثل هذه التأثيرات الشديدة، مثل الاصطدامات الأمامية في قطارين، حيث يؤدي فشل الإشارة الخضراء إلى إرسال قطارين قادمين على نفس السكة. يجب أن تكون هذه الأنظمة (ولحسن الحظ) مصممة بطريقة تؤدي إلى أن الغالبية العظمى من حالات الفشل (مثل فقدان الإشارات المؤقتة أو الكلية أو الاتصالات المفتوحة للمرحلات) سوف تولد أضواء حمراء لجميع القطارات. هذه هي الحالة الآمنة. هذا يعني في حالة الفشل، يتم إيقاف جميع القطارات على الفور. قد يؤدي هذا المنطق الآمن من الفشل، للأسف، إلى خفض وثوقية النظام. والسبب في ذلك هو ارتفاع خطر التعرض للتعثر المزيف، حيث إن أي فشل سواء كان مؤقتًا أم لا قد يؤدي إلى حدوث حالة إغلاق آمنة - لكنها مكلفة -. يمكن تطبيق حلول مختلفة لمشكلات مماثلة. انظر قسم التسامح مع الخطأ أدناه.

### التسامح مع الخطأ
يمكن زيادة الوثوقية باستخدام (1 من أصل 2) تكرار على مستوى جزء أو نظام. ومع ذلك، إذا كان كلاهما عناصر متكررة لا يمكن أن يكون من الصعب معرفة ما هو الاعتماد عليه. في مثال الإشارة السابقة على القطارات، يمكن أن يؤدي ذلك إلى انخفاض مستويات السلامة، حيث هناك المزيد من الاحتمالات للسماح «بالجانب الخاطئ» أو غيرها من حالات الفشل الخطيرة غير المكتشفة. غالباً ما تعتمد الأنظمة التي تتحمل الأخطاء على التكرار الإضافي حيث يجب أن تتفق عناصر متعددة متكررة على إجراء غير محتمل قبل القيام به. وهذا يزيد من كل من الوثوقية والسلامة على مستوى النظام، وكثيراً ما يستخدم في الأنظمة المسماة «التشغيلية» أو «المهمة». هذه ممارسة شائعة في أنظمة الفضاء الجوي التي تحتاج إلى إتاحة مستمرة وليس لديها نمط آمن من الفشل. على سبيل المثال، يمكن للطائرات استخدام التكرار الثلاثي المعياري للحواسيب الطائرة وأسطح التحكم (بما في ذلك أنماط التشغيل المختلفة في بعض الأحيان مثل الكهربائية / الميكانيكية / الهيدروليكية) حيث يجب أن تكون هذه الأجهزة جاهزة للعمل دائمًا، نظرًا لعدم وجود مواقع افتراضية «آمنة» بالنسبة لأسطح التحكم مثل الدفة أو الجُنيحات عندما تطير الطائرة.

### الوثوقية الأساسية ووثوقية المهمة (التشغيلية)
المثال أعلاه لنظام (2 من أصل 3) المتسامحة مع الأخطاء يزيد من وثوقية المهمة بالإضافة إلى الأمان. ومع ذلك، ستكون الوثوقية «الأساسية» للنظام في هذه الحالة أقل من نظام غير مكرر (1 من أصل 1) أو (2 من أصل 2). تغطي هندسة الاعتمادية الأساسية جميع حالات الفشل، بما في ذلك تلك التي قد لا تؤدي إلى تعطل النظام، ولكنها تؤدي إلى تكلفة إضافية بسبب: إجراءات إصلاح الصيانة ؛ الخدمات اللوجستية؛ على سبيل المثال، استبدال أو إصلاح قناة معطوبة واحدة في نظام التصويت (2 من أصل 3)، (لا يزال النظام يعمل، على الرغم من أن قناة فاشلة واحدة قد أصبحت بالفعل نظام (2 من أصل 2) يساهم في عدم الوثوقية الأساسية ولكن لا يمكن الاعتماد عليها. على سبيل المثال، لن يؤدي فشل الضوء الخلفي للطائرة إلى منع الطائرة من الطيران (وبالتالي لا يعتبر فشلًا في المهمة)، ولكنه يحتاج إلى علاج (مع تكلفة ذات صلة بذلك، وكذلك يساهم في مستويات عدم الوثوقية الأساسية).

### قابلية الكشف وفشل الأسباب الشائعة
عند استخدام أنظمة أو أنظمة متسامحة مع الخطأ (بنية متكررة) أو أنظمة مزودة بوظائف الحماية، فإن كشف الإخفاقات وتجنب فشل الأسباب الشائعة يصبح أمراً بالغ الأهمية في التشغيل الآمن و / أو وثوقية المهمة.

## الوثوقية مقابل الجودة (Six Sigma)
هندسة الوثوقية هي جزء هندسي متخصص في هندسة الأنظمة. عملية هندسة الأنظمة هي عملية اكتشاف تختلف تمامًا عن عملية التصنيع. تركز عملية التصنيع على الأنشطة المتكررة التي تحقق مخرجات عالية الجودة بأقل تكلفة ووقت. يجب أن تبدأ عملية هندسة الأنظمة باكتشاف مشكلة حقيقية (محتملة) تحتاج إلى حل. أكبر فشل يمكن تحقيقه في هندسة الأنظمة هو إيجاد حل أنيق للمشكلة الخاطئة (أو من حيث الوثوقية: «توفير حلول أنيقة للأسباب الجذرية الخطأ لفشل النظام»).
مصطلح الاستخدام اليومي «جودة المنتج» يُعتبَر على أنه يعني درجة امتيازه المتأصلة. في الصناعة، يتم استخدام تعريف أكثر دقة للجودة «المطابقة للمتطلبات أو المواصفات في بداية الاستخدام». بافتراض أن مواصفات المنتج النهائي تلتقط بشكل كاف المتطلبات الأصلية واحتياجات العميل / النظام، يمكن قياس مستوى الجودة على أنه جزء من وحدات المنتج التي يتم شحنها والتي تلبي المواصفات.
قد يؤثر تباين هذا الإخراج الثابت على الجودة والوثوقية، ولكن هذه ليست الصورة الإجمالية. قد تلعب المزيد من الجوانب المتأصلة دورًا، وفي بعض الحالات، قد لا يتم قياسها أو التحكم فيها بسهولة بأي وسيلة. على المستوى الجزئي قد تتفاوت التغيرات في المواد المجهرية مثل الشقوق الدقيقة التي لا يمكن تجنبها والشوائب الكيميائية مع مرور الوقت (بسبب «التحميل» الفيزيائي أو الكيميائي) لتصبح عيوبا جسيمية. على مستوى النظام، قد تلعب الفشل المنهجي دورًا مهيمنًا (على سبيل المثال، أخطاء المتطلبات أو البرامج أو مترجم البرامج أو عيوب التصميم).
علاوة على ذلك، بالنسبة للأنظمة الأكثر تعقيدًا، ينبغي التشكيك في ما إذا كانت المتطلبات المستمدة أو ذات المستوى الأدنى ومواصفات المنتج ذات الصلة صالحة وصحيحة بالفعل؟ هل سيؤدي ذلك إلى فشل سابق لأوانه بسبب البلى المفرط، والتعب، والتآكل، وتراكم الحطام، أو مسائل أخرى مثل الفشل الناجم عن الصيانة؟ هل هناك أي تفاعلات على مستوى النظام (كما تم بحثه على سبيل المثال تحليل شجرة الأخطاء)؟ كم من هذه الأنظمة لا تزال تلبي وظيفتها وتفي بالاحتياجات بعد أسبوع من التشغيل؟ ما هي خسائر الأداء التي حدثت؟ هل حدث فشل كامل في النظام؟ ماذا يحدث بعد انتهاء فترة الضمان لسنة واحدة؟ وماذا يحدث بعد 50 عامًا (عمر مشترك للطائرات والقطارات والأنظمة النووية وما إلى ذلك)؟ وهنا يأتي دور «الوثوقية». فهذه القضايا أكثر تعقيدًا ولا يمكن التحكم فيها إلا بطريقة «جودة» قياسية (ستة سيغما). انهم بحاجة إلى نهج هندسة النظم.
الجودة هي لقطة في بداية الحياة وترتبط بشكل أساسي بالتحكم في مواصفات المنتج الأقل مستوى. ويشمل ذلك العيوب الزمنية-صفر حيث أفلتت أخطاء التصنيع من مراقبة الجودة النهائية. نظريًا، يمكن وصف مستوى الجودة بجزء واحد من المنتجات المعيبة. تعد الوثوقية (كجزء من هندسة الأنظمة) أكثر من حساب مستمر للقدرات التشغيلية، في كثير من الأحيان على مدى سنوات عديدة. من الناحية النظرية، سوف تفشل جميع البنود على مدى فترة لا حصر لها من الزمن. ويشار إلى العيوب التي تظهر بمرور الوقت بأنها تداعيات الوثوقية. لوصف الاعتمادية تداعيات هناك حاجة إلى نموذج الاحتمال الذي يصف جزء الكسر مع مرور الوقت. هذا هو المعروف باسم نموذج توزيع الحياة. قد تكون بعض مشكلات الوثوقية هذه ناتجة عن مشكلات التصميم المتأصلة، والتي قد تكون موجودة على الرغم من توافق المنتج مع المواصفات. حتى العناصر التي يتم إنتاجها بشكل مثالي قد تفشل بمرور الوقت بسبب وجود آلية فشل واحدة أو أكثر (على سبيل المثال، بسبب خطأ بشري أو عوامل ميكانيكية وكهربائية وكيميائية). يمكن أيضًا أن تتأثر مشكلات الوثوقية هذه بمستويات مقبولة من التباين أثناء الإنتاج الأولي.
وبالتالي، ترتبط الجودة بالتصنيع، كما ترتبط الوثوقية بدرجة أكبر بالتثبت من صحة النظام الفرعي أو متطلبات العناصر الأقل (النظام أو جزء منه) وحلول التصميم المتأصلة ودورة الحياة. عادة ما تكون العناصر التي لا تتوافق مع مواصفات (أي) للمنتج أسوأ من حيث الوثوقية (متوسط وقت الفشل أقل)، ولكن هذا لا يجب أن يكون هو الحال دائمًا. إن القياس الكمي الرياضي الكامل (في النماذج الإحصائية) لهذه العلاقة المشتركة أمرًا صعبًا جدًا أو حتى مستحيل عمليا. في الحالات التي يمكن فيها تقليل اختلافات التصنيع بشكل فعال، قد يكون من المفيد استخدام ستة أدوات سيغما لإيجاد حلول عملية مثالية يمكن أن تزيد من الوثوقية. قد تساعد ستة سيغما أيضًا في تصميم منتجات أكثر فاعليةً في حالات الفشل الناجمة عن التصنيع.
وعلى النقيض من حلول Six Sigma، يتم العثور على حلول هندسية موثوقة بشكل عام من خلال التركيز على تصميم (نظام) وليس على عملية التصنيع. توجد الحلول بطرق مختلفة، مثل تبسيط نظام يسمح بفهم المزيد من آليات الفشل. إجراء حسابات مفصلة لمستويات الإجهاد المادية مما يسمح بتحديد عوامل السلامة المناسبة ؛ العثور على ظروف تحميل النظام غير طبيعية ممكنة واستخدام ذلك لزيادة متانة التصميم لتصنيع آليات الإخفاق ذات الصلة بالفرق. علاوة على ذلك، تستخدم هندسة الاعتمادية حلول على مستوى النظام، مثل تصميم أنظمة متكررة ومقاومة للخطأ في المواقف ذات احتياجات التوفر العالية (انظر هندسة الوثوقية مقابل هندسة السلامة أعلاه).
Six Sigma هي أيضا أكثر كميا (على أساس القياس). تم بناء جوهر Six-Sigma على الأبحاث التجريبية والتحليل الإحصائي (على سبيل المثال لإيجاد وظائف النقل) من المعلمات القابلة للقياس مباشرة. هذا لا يمكن ترجمته عمليًا لمعظم مشكلات الوثوقية، حيث لا يمكن الوثوقية (الموثوقة) نظرًا لكونها دالة للوقت (قد تكون أوقات العمل كبيرة)، خاصةً أثناء متطلبات المواصفات وعبارات التصميم، حيث تكون هندسة الوثوقية الأكثر كفاءة. إن التحديد الكامل للاعتمادية في هذه المرحلة بالغ الصعوبة أو التكلفة (بسبب كمية الاختبار المطلوبة). كما أنه قد يعزز إدارة إعادة النشاط (في انتظار إخفاق فشل النظام قبل اتخاذ القرار). علاوة على ذلك، كما هو موضح في هذه الصفحة، من المرجح أن تأتي مشكلات الوثوقية من عدة أسباب مختلفة (على سبيل المثال، الفشل المتأصل، الخطأ البشري، الفشل النظامي) بما في ذلك العيوب الناجمة عن التصنيع.
ملاحظة: «العيب» في المؤلفات الستة سيغما / الجودة ليس هو نفسه مثل «الفشل» (فشل المجال | الخ كسر العنصر) في الوثوقية. يشير عيب Six Sigma / جودة بشكل عام إلى عدم المطابقة مع المتطلب (مثل الوظيفة الأساسية أو البعد الرئيسي). ومع ذلك، يمكن أن تفشل العناصر بمرور الوقت، حتى لو تم الوفاء بهذه المتطلبات. لا تهتم الجودة عمومًا بطرح السؤال المهم «هل المتطلبات فعلية صحيحة؟»، في حين أن الوثوقية هي.
داخل الكيان، يجب على الإدارات ذات الصلة بالجودة (أي الاهتمام بالصناعة)، و Six Sigma (أي مراقبة العمليات ذات الصلة)، والوثوقية (تصميم المنتج) أن تقدم مدخلات لبعضها البعض لتغطية المخاطر الكاملة بشكل أكثر كفاءة.

## منظمات الوثوقية
يتم تطوير أنظمة أي تعقيد كبير من قبل منظمات الأشخاص، مثل شركة تجارية أو وكالة حكومية. يجب أن تكون مؤسسة الهندسة الوثوقية متسقة مع الهيكل التنظيمي للشركة. بالنسبة للأنظمة الصغيرة غير الحرجة، قد تكون هندسة الوثوقية غير رسمية. مع نمو التعقيد، تنشأ الحاجة إلى وظيفة وثوقية رسمية. نظرًا لأن الوثوقية مهمة بالنسبة للعميل، فقد يحدد العميل جوانب معينة لمؤسسة الوثوقية.
هناك عدة أنواع شائعة من منظمات الوثوقية. مدير المشروع أو كبير المهندسين قد يستخدم واحد أو أكثر من مهندسي الاعتمادية مباشرة. في المؤسسات الكبيرة، عادة ما يكون هناك ضمان المنتج أو التنظيم الهندسي المتخصص، والذي قد يشمل الوثوقية، والصيانة، والجودة، والسلامة، والعوامل البشرية، والخدمات اللوجستية، وما إلى ذلك. في مثل هذه الحالة، يقوم مهندس الوثوقية بالإبلاغ إلى مدير ضمان المنتج أو مدير الهندسة المتخصصة .
في بعض الحالات، قد ترغب إحدى الشركات في إنشاء مؤسسة وثوقية مستقلة. وهذا أمر مرغوب فيه للتأكد من أن اعتمادية النظام، والتي غالبًا ما تكون مكلفة ومستهلكة للوقت، لا يتم إغفالها بشكل غير ملائم بسبب ضغوط الميزانية والجدول الزمني. في مثل هذه الحالات، يعمل مهندس الاعتمادية للمشروع يوما بعد يوم، ولكنه في الواقع يعمل ويدفع من قبل منظمة منفصلة داخل الشركة.
نظرًا لأن هندسة الوثوقية ذات أهمية بالغة لتصميم النظام المبكر، فقد أصبح الأمر شائعًا لمهندسي الوثوقية، ومع ذلك، فإن المنظمة تعمل كجزء من فريق منتج متكامل.